# Чемпіонат України з боксу 2016
XXV Чемпіонат України з боксу серед чоловіків — головне змагання боксерів-любителів в Україні, організоване Федерацією боксу України, що відбувається з 16 по 20 листопада 2016 року в Харкові на базі ХТЗ, а півфінальні та фінальні бої у Палаці спорту «Локомотив».

## Розклад
| Дата         | Час 1 | Час 2 | Раунд           |
| ------------ | ----- | ----- | --------------- |
| 16 листопада | 15:00 | 19:00 | Попередній етап |
| 17 листопада | 14:00 | 16:30 | Попередній етап |
| 18 листопада | 12:00 | 16:00 | Чвертьфінали    |
| 19 листопада | 15:00 | 18:00 | Півфінали       |
| 20 листопада | 12:00 | 12:00 | Фінали          |

## Медалісти
| Дисципліна                       | Золото            | Срібло                 | Бронза               |
| -------------------------------- | ----------------- | ---------------------- | -------------------- |
| до 49 кг, чоловіки докладніше    | Назар Куротчин    | Ростислав Білостоцький | Максим Абрамович     |
| до 49 кг, чоловіки докладніше    | Назар Куротчин    | Ростислав Білостоцький | Євгеній Овсянніков   |
| до 52 кг, чоловіки докладніше    | Дмитро Замотаєв   | Максим Фатич           | Ігор Сопінський      |
| до 52 кг, чоловіки докладніше    | Дмитро Замотаєв   | Максим Фатич           | Андрій Тишковець     |
| до 56 кг, чоловіки докладніше    | Микола Буценко    | Владислав Вєтошкін     | Олександр Шепелюк    |
| до 56 кг, чоловіки докладніше    | Микола Буценко    | Владислав Вєтошкін     | Жермен Ншимірімана   |
| до 60 кг, чоловіки докладніше    | Юрій Шестак       | Олександр Меленюк      | Сергій Мунька        |
| до 60 кг, чоловіки докладніше    | Юрій Шестак       | Олександр Меленюк      | Станіслав Батій      |
| до 64 кг, чоловіки докладніше    | Мгер Оганесян     | Тимур Беляк            | Ілля Рауль           |
| до 64 кг, чоловіки докладніше    | Мгер Оганесян     | Тимур Беляк            | Іван Данча           |
| до 69 кг, чоловіки докладніше    | Євген Барабанов   | Ярослав Самосфалов     | Віталій Терещук      |
| до 69 кг, чоловіки докладніше    | Євген Барабанов   | Ярослав Самосфалов     | Денис Пісоцький      |
| до 75 кг, чоловіки докладніше    | Олександр Хижняк  | Дмитро Митрофанов      | Владислав Роленко    |
| до 75 кг, чоловіки докладніше    | Олександр Хижняк  | Дмитро Митрофанов      | Андрій Терегеря      |
| до 81 кг, чоловіки докладніше    | Володимир Скрипка | Денис Солоненко        | Владислав Міхайлов   |
| до 81 кг, чоловіки докладніше    | Володимир Скрипка | Денис Солоненко        | Степан Грекул        |
| до 91 кг, чоловіки докладніше    | Рамазан Муслімов  | Дмитро Лісовий         | Костянтин Довбищенко |
| до 91 кг, чоловіки докладніше    | Рамазан Муслімов  | Дмитро Лісовий         | Сергій Горсков       |
| понад 91 кг, чоловіки докладніше | Ігор Шевадзуцький | Віктор Вихрист         | Андрій Городецький   |
| понад 91 кг, чоловіки докладніше | Ігор Шевадзуцький | Віктор Вихрист         | Олександр Бабич      |